# Leopold Ilsung
Leopold Ilsung (* 6. September 1651 in Augsburg; † 15. Februar 1715 ebenda) war von 1689 bis 1714 Propst des Augustinerchorherrenstiftes St. Georg.

## Leben
Leopold Ilsung stammte aus dem alten und angesehenen Augsburger Patriziergeschlecht Ilsung. Er war der Sohn des Augsburger Ratsherrn Maximilian Ilsung von Trazberg († 1680) und dessen zweiter Ehefrau Anna Maria geb. Imhoff (* 1622), der Tochter des Augsburger Ratsherrn Constantin Imhoff († 1622) und der Dorothea geb. Zech von Deubach († 1662). In seiner Heimatstadt trat er in jungen Jahren in das dortige Augustinerchorherrenstift St. Georg ein, wo er 1668 sein Ordensgelübde ablegte. Nach einem Studium in Augsburg, Dillingen und am Priesterseminar Pontificium Collegium Germanicum in Rom erhielt er von Papst Alexander VII. die Priesterweihe. Seine Primiz feierte er am 30. Juni 1678 in Rom.
In sein Kloster nach Augsburg zurückgekehrt, wurde er dort Pfarrhelfer und 1679 Pfarrer. Am 28. Juli 1689 wählten ihn seine Ordensbrüder zum Propst. 1693 erlangte er vom Papst für sich und seine Nachfolger das Recht der Pontifikalien bzw. das Infulat, was ihn zum Tragen von Krummstab und Mitra berechtigte. Der Propst stieg somit zu einem der höchsten geistlichen Würdenträger Augsburgs auf. Am 15. November 1693 wurde er vom Weihbischof von Augsburg sowie von den Prälaten der Klöster St. Ulrich und Heilig-Kreuz feierlich benediziert. Noch am selben Tag lud er den höheren Klerus und die städtischen Amtsträger zu einem Festbankett ein. 1696 erwarb er für die Stiftskirche St. Georg eine neue Orgel und erließ eine neue Gottesdienstordnung. Des Weiteren ließ er den Choraltar erneuern und ein neues Kirchenportal errichten. Von 1701 bis 1703 beauftragte er den Baumeister Hans Georg Mozart mit dem Um- und Neubau des gesamten Klosters im Barockstil. Als Folge des Spanischen Erbfolgekriegs kamen die Bauarbeiten erst 1705 zum Abschluss. 1711 ließ er an der Straße nach Göggingen eine Kapelle errichten.
In seinen letzten Lebensjahren stattete er den Klosterkreuzgang mit 15 Gemälden aus, die das Leiden Christi zeigen. Möglicherweise aus gesundheitlichen Gründen legte er am 6. Dezember 1714 sein Amt nieder. Er starb nur wenige Monate später am 15. Februar 1715. Zu seinem Nachfolger als Propst wählte man am 18. Dezember 1714 den zuvor für das Kloster als Ökonom tätigen Pater Melchior Vetter.